# Everything I Want
Everything I Want är en låt framförd av Vesna Pisarović. Den är skriven av Milana Vlaović.
Låten var Kroatiens bidrag i Eurovision Song Contest 2002 i Tallinn i Estland. I finalen den 25 maj slutade den på elfte plats med 44 poäng.